# ألبرت جي ريدل
ألبرت جي ريدل (بالإنجليزية: Albert G. Riddle)‏ (و. 1816 – 1902 م) هو سياسي، ومحامي، ودبلوماسي، وبروفيسور (أستاذ جامعي) من الولايات المتحدة الأمريكية.
وهو عضو في الحزب الجمهوري.
توفي في واشنطن العاصمة.